# نجات بیکینی باتم: فیلم سندی چیکس
نجات بیکینی باتم: فیلم سندی چیکس (به انگلیسی: Saving Bikini Bottom: The Sandy Cheeks Movie) فیلمی کمدی ماجراجویی آمریکایی محصول سال ۲۰۲۴ است که بر اساس مجموعه پویانمایی تلویزیونی باب‌اسفنجی شلوارمکعبی ساخته استیون هیلنبرگ ساخته شده است. این فیلم توسط لیزا جانسون کارگردانی و تام استرن و کاز، بر اساس داستانی از کاز با ترکیبی از انیمیشن سی‌جی‌آی و لایو اکشن ساخته شده است، این فیلم شامل صداپیشگان اصلی مجموعه است و شخصیت‌های جدید توسط جانی ناکسویل، کریگ رابینسون، گری دلیسل، ایلیا ایزوریلیز پاولینو، متی کارداراپل و واندا سایکس اجرا شده‌اند. داستان فیلم درباره سندی و باب‌اسفنجی است که برای نجات بیکینی باتم از یک مدیرعامل شرور، به ایالت زادگاه سندی، تگزاس سفر می‌کنند. این اولین فیلم از مجموعه فیلم‌های اسپین‌آف شخصیت‌های باب‌اسفنجی است. 
این فیلم برای اولین بار در طول جلسه ارائه ایده‌ها برای فیلم باب‌اسفنجی: اسفنج فراری (۲۰۲۰) به ذهن خطور کرد. در مارس ۲۰۲۰، ویاکام‌سی‌بی‌ای اعلام کرد که در حال تولید فیلم‌های اسپین‌آف باب‌اسفنجی برای تلویزیون اینترنتی است. در مه ۲۰۲۱، یک فیلم اسپین‌آف با محوریت سندی اعلام شد و جانسون، کاز و استرن به عنوان اعضای تیم نوآوری به کار مشغول شدند، در حالی که گروه موسیقی مونیکر مسئول آهنگسازی اصلی بود. 
قبل از انتشار، این فیلم در ۲۱ ژانویه ۲۰۲۴ به عنوان یک بارگذاری ویدئویی در ایکس لو رفت. نجات بیکینی باتم: فیلم سندی چیکس به طور رسمی در ۲ اوت ۲۰۲۴ در نتفلیکس منتشر شد. این فیلم در آخر هفته افتتاحیه‌اش با ۱۲٫۸ میلیون بازدید آغاز به کار کرد و به عنوان پربازدیدترین عنوان نتفلیکس در آن هفته شناخته شد و نظرات متنوعی از منتقدان دریافت کرد. 

## بازیگران
- کارولین لارنس در نقش سندی چیکس و بقیه[۱]
- تام کنی در نقش باب‌اسفنجی شلوارمکعبی، گری حلزون و بقیه[۲]
- مستر لارنس در نقش پلانکتون، لری لابستر و بقیه[۳]
- مری جو کتلت در نقش خانم پاف[۴]
- کلنسی براون در نقش آقای خرچنگ و بقیه[۵]
- بیل فاگرباکی در نقش پاتریک ستاره[۶]
- راجر بومپاس در نقش اختاپوس هشت‌پا[۷]
- دی بردلی بیکر در نقش صدای ویدئو و بقیه[۸]
- کریستوفر هیگن، ریو الکساندر و رایان بیگی در نقش گاوچران‌ها[۹]
- ایلیا ایزوریلیز پاولینو در نقش فیبی[۱۰]
- متی کاردارپل در نقش کایل[۱۱]
- واندا سایکس در نقش سو ناهمی[۱۲]
- جیل تالی در نقش کارن و انواع مختلف[۱۳]
- کریگ رابینسون در نقش پا چیکس[۱۴]
- گری دلیسل در نقش ما چیکس، گرنی چیکس، رودی چیکس و رزی چیکس[۱۵]
- جانی ناکسویل در نقش رندی چیکس[۱۶]
- کاری والگرن سی‌پَلز کید[۱۷]
- مایلز هال در نقش پسر[۱۸]
- جرسی جانستون در نقش دختر[۱۹]